# Milivoj Ašner
Milivoj Ašner (Daruvar, 21 de abril de 1913-Klagenfurt, 14 de junio de 2011) fue un criminal de guerra de origen croata. Fue el jefe de la policía ustacha en el pueblo de Pozega, durante la Segunda Guerra Mundial. Es uno de criminales de guerra más buscado del mundo, tiene orden de arresto internacional.
Abandonó Croacia en 2004, cuando fue ubicado por el Centro Simon Wiesenthal, trasladándose a la ciudad de Klagenfurt, Austria.
En 2008 un diario británico lo fotografió en la entrada al estadio de la ciudad de Klagenfurt, donde se disputaría un partido entre Croacia y Polonia en el marco de la Eurocopa.
Se le imputan cargos por genocidio, crímenes de guerra y crímenes contra la Humanidad.
Al ser interrogado por los periodistas del diario The Sun, negó los cargos y aseguró no tener responsabilidad de lo que se le acusa. Al ser denunciado ante las autoridades austríacas, fue puesto en libertad con la justificación de que su capacidad mental era limitada para afrontar los cargos de los que era responsable. 